# Hōjō Tokiyori
Hōjō Tokiyori est un nom japonais traditionnel ; le nom de famille (ou le nom d'école), Hōjō, précède donc le prénom (ou le nom d'artiste).
Hōjō Tokiyori (北条時頼, 29 juin 1227-24 décembre 1263) est le cinquième shikken (régent) du shogunat de Kamakura.
Il est connu également pour avoir envoyé, vers 1250, des samouraïs découvrir le secret des aciers nordiques.

## Biographie
Fils de Hōjō Tokiuji et d'une fille d'Adachi Kagemori, Tokiyori devient shikken à la suite de la mort de son frère Tsunetoki. Immédiatement après la succession, il écrase une tentative de coup d'État d'un de ses proches, Nagoe Mitsutoki, et de l'ancien shogun Kujō Yoritsune. L'année suivante, il fait détruire le puissant clan Miura par Adachi Kagemori à la bataille de Hochi. Il rappelle de Kyoto l'expérimenté frère de son grand-père, Hōjō Shigetoki, et le nomme rensho. En 1252, il remplace le shogun Kujō Yoritsugu par le prince Munetaka. Il consolide avec succès les fondements de son pouvoir.
Il est salué pour sa bonne administration et met en œuvre des réformes principalement par la mise en place de diverses réglementations. Il réduit le service des gokenin (vassaux) chargés de la garde de Kyoto et s'emploie à résoudre les litiges fonciers croissants parmi ses vassaux. En 1249, il crée le système juridique appelé hikitsuke (haute cour).
À partir de 1252, il commence à décider de mesures politiques dans des réunions privées tenues dans sa résidence au lieu d'en discuter au Hyōjō (評定), le conseil du shogunat. Ainsi Dōgen impartit les préceptes du zen dans la période Kamakura comme religion des samouraïs, sous la gouvernance de Tokiyori. En 1256, quand il devient prêtre bouddhiste, il transmet sa fonction de shikken à Hōjō Nagatoki, un fils de Shigetoki tandis que Tokimune, son propre fils encore enfant, lui succède pour devenir tokusō, chef du clan Hōjō. Tokiyori continue de facto à diriger le Japon sans aucune fonction officielle, ce qui est considéré comme étant le commencement de la dictature tokusō.
Il existe un certain nombre de légendes selon lesquelles Tokiyori voyage incognito dans le pays pour observer les conditions réelles d'existence des habitants afin de les améliorer.
On raconte également l'histoire de sa conversion au bouddhisme, concomitante de l'essor du zen au Japon. Rongé par la culpabilité des nombreuses victimes qu'il avait tuées pour le bien de son clan et celui du Japon, Hojo Tokiyori aurait été hanté par des onryō, dont ni son puissant katana, ni aucun enseignement des diverses sectes bouddhiques ne parvint à le débarrasser. Jusqu'au jour où on lui recommanda d'avoir une entrevue avec Dōgen, de retour d'un voyage en Chine. Quand Tokiyori le convoqua en son palais, il était déjà prêt à tout pour l'exorcisme : mais ni cérémonies fastueuses, ni nenbutsu, ni lectures de sûtra ne parvinrent à libérer le régent. Aussi était-il suspicieux de prime à bord, craignant un charlatan supplémentaire revendiquant détenir l'authentique héritage de Bouddha, transmis en droite ligne par des moines et de façon ininterrompue. En tant qu'homme de pouvoir, Tokiyori ne pouvait être que très soupçonneux vis-à-vis du zazen qu'il vit de prime à bord comme s'asseoir et ne rien faire. Nonobstant, Dōgen lui enseigna deux choses : d'abord que la rancune des spectres était nourrie par sa propre culpabilité, et plutôt que les exorciser, il devait en fait tenter de les convertir ; et secondement, qu'il y parviendrait en ayant une vision objective du cosmos, c'est-à-dire le Satori.
Hojo Tokiyori meurt en 1263.

## Source de la traduction
- (en) Cet article est partiellement ou en totalité issu de l’article de Wikipédia en anglais intitulé « Hōjō Tokiyori » (voir la liste des auteurs).